# Knut Henrik Leijonhufvud
Knut Henrik Leijonhufvud, född 28 november 1730 i Simtuna församling, död 19 oktober 1816 i Norrköping, Östergötlands län, var en svensk friherre, militär och hovman.

## Biografi
Knut Henrik Leijonhufvud föddes 1730 på Eklunda i Simtuna socken. Han var son till överstelöjtnanten Carl Leonard Leijonhufvud och grevinnan Elsa Barbro Oxenstierna af Croneborg. Leijonhufvud blev student vid Kungliga Akademien i Åbo och blev 1746 volontär vid Åbo läns infanteriregemente. Han tog avsked därifrån 9 september 1746 och blev i maj 1747 auskultant i Åbo hovrätt. Leijonhufvud blev i december 1747 notarie i upphandlingsdeputationen för fästningsbyggnanden och 15 januari 1749 hantlangare vid artilleriet i Finland. Han blev 1 juni 1749 lärfyrverkare, 25 december 1753 överfryverkare, 1 januari 1754 styckjunkare vid artilleriet och 9 november 1754 fänrik vid Hamiltonska regementet.
Leijonhufvud blev 9 maj 1763 löjtnant vid prins Fredrik Adolfs regemente, 9 maj 1766 kammarherre hos prinsessan Sofia Albertina och tog 1766 avsked från regementet. Han blev i oktober 1769 tjänstfri från hovtjänsten och tilldelades 28 april 1770 riddare av Svärdsorden och 28 januari 1813 riddare av Carl XIII:s orden. Leijonhufvud avled 1816 i Norrköping och begravdes bredvid sin fru i Hendelögraven i Sankt Johannes kyrka, Norrköping.
Leijonhufvud var en av stiftarna till Coldinuorden och var dess stormästare från 1790. Efter hans död gjorde de en skådepenning] i 8:e storleken 1817.

### Egendom
Leijonhufvud ägde Lindö och Händelö i Sankt Johannes socken.

### Familj
Leijonhufvud gifte sig 3 juli 1770 på Händelö med grevinnan Catharina Gustaviana Sperling (1742–1819), dotter till kammarherren greve Carl Göran Sperling och Eva Catharina Falkenberg af Bålby. De fick tillsammans barnen Eva Carolina Leijonhufvud (1771–1855) som var gift med en av rikets herrar, presidenten greve Carl Stellan Mörner af Morlanda, Elsa Maria Gustava Eleonora Leijonhufvud (1772–1791), vice presidenten Carl Leijonhufvud (1773–1843) i Göta hovrätt, överstelöjtnanten Knut Axel Leijonhufvud (1775–1833), stabsfänriken Gustaf Leijonhufvud (1778–1794), löjtnanten Abraham Leonrad Leijonhufvud (1779–1839), överstelöjtnanten Erik Gabriel Leijonhufvud (1782–1848), Catharina Charlotta Leijonhufvud (1783–1825) som var gift med en av rikets herrar greve Hans Gabriel Trolle-Wachtmeister, Fredrik Georg Leijonhufvud (1787–1794) och Hedvig Sofia Leijonhufvud (1788–1858) som var gift med majoren Johan Göran Gyllenkrok.

### Översättningar
- Om åtrån at förvärfva odödeligt namn, samt dess orsaker och värkan av Jean Robert Tronchin, 1768 Stockholm.[6]